# Борки (Шиловский район)
Борки — село в Шиловском районе Рязанской области, административный центр Борковского сельского поселения.

## Географическое положение
Село Борки расположено на Окско-Донской равнине на реке Мышца в 38 км к северо-востоку от пгт Шилово. Расстояние от села до районного центра Шилово по автодороге — 49 км.
Вблизи села расположены значительные лесные массивы. К северу от села находится урочище Лосина, к юго-востоку — урочище Лашка, вертолетная площадка «Борки» и Увязовское подземное хранилище газа (ПХЗ), к западу — озера Чистое и Святое. Ближайшие населенные пункты — деревня Симакино и поселок Полевой.

## Население
| 1859 | 1897 | 1906  | 2010 |
| ---- | ---- | ----- | ---- |
| 928  | ↗951 | ↗1032 | ↘724 |

По данным переписи населения 2010 г. в селе Борки постоянно проживают 724 чел. (в 1992 г. — 278 чел.).

## Происхождение названия
Михайловские краеведы И. Журкин и Б. Катагощин считали, что название села Борки свидетельствует, что здесь некогда, а в некоторых местах и поныне, шумели сосновые боры, борки. Рязанские краеведы А. В. Бабурин и А. А. Никольский отмечали, что название села образовано от слова борок — «небольшой бор» по топонимической модели на -и(-ы).
По мнению шиловского краеведа А. П. Гаврилова, название села Борки связано с расположением на этом месте небольшого леса, однако он отмечает, что ряд исследователей сообщают, что на Руси бором или борком называли места, где выполнялись те или иные ритуальные действа — праздничные, троичные и т. д.

## История
Село Борки на реке Мышца с деревянным храмом во имя Рождества Христова, время построения которого не известно, впервые упоминаются в окладных книгах по Касимову за 1676 г., где показано: 
«У тое церкви двор попа Корнилия, двор вдовой попадьи, а владеет она поповской землей, двор дьячков, двор просвирницын, да прихоцких: помещиковых 8 дворов, крестьянских 65 дворов. Деревня Симакино, а в ней помещиковых 3 двора, крестьянских 4 двора, да 5 дворов бобыльских. Да по скаске попове сеннаго покосу на 10 копен. По окладу данных денег 2 рубля 15 алтын».
Из это известия видно, что ко второй половине XVII в. село Борки было уже довольно большим, и принадлежало в долях («жеребьях») 8 помещикам.

В писцовых и межевых книгах Шацка и Касимова за 1684 г. в Борках упоминается уже два деревянных храма: 
«Рождества Христова шатровой, другой теплой Николы Чюдотворца, церковные пашни паханые худые земли 30 чети в поле, а в дву потомуж, сена в тех же урочищах с помещики и вотчинники вопче, а дана та земля к тем церквам и примерено земли чёрной большой лес…».

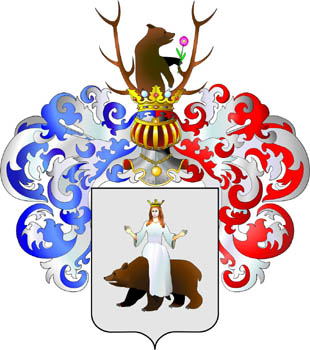
Герб рода дворян Мельгуновых.

Во второй половине XVIII в. владельцем села Борки становится уездный предводитель дворянства полковник Тимофей Кириллович Мельгунов (род. 1727 г.), женатый на Матроне Антиповне (урожденной Иванчиной). После его смерти его вдова, М. А. Мельгунова, подала в 1805 г. прошение о построении в Борках вместо старой деревянной новой каменной церкви во имя образа Спаса Нерукотворного с приделами Успенским и Никольским, причем испрашивалось разрешение поставить новую церковь на могиле полковника Тимофея Кирилловича Мельгунова.
К 1808 г. новый каменный Спасский храм в селе Борки с такой же колокольней в одной связи, крытый железом, был построен. К этому времени Матрона Антиповна уже скончалась, и строительство церкви велось на средства её дочери, Веры Тимофеевны Мельгуновой. Храм был освящен 4 октября 1811 г., престолов в нём было три: главный — во имя образа Спаса Нерукотворного, и придельные — в честь Успения Божией Матери и перенесения мощей святителя Николая Чудотворца из Мир Ликийских в Бари.
В том же 1811 г. по инициативе и на средства В. Т. Мельгуновой при Спасской церкви была открыта церковно-приходская школа для крестьянских детей. Учебный год начинался 12 сентября и заканчивался 11 мая. Крестьянские дети с удовольствием учились писать и читать. К сожалению возможности получения образования в тогдашнем селе были ограничены. Даже через 100 лет, к 1915 г. в школе села Борки обучалось всего 37 мальчиков и 26 девочек.
Владельцем села Борки в начале XIX в. являлся брат Веры Тимофеевны — секунд-майор Николай Тимофеевич Мельгунов (род. 1762 г.), затем село по наследству перешло к его сыну — майору П. Н. Мельгунову (1810+после 1858 гг.), женатому на Е. Б. фон Адеракс.
Отмена крепостного права в 1861 г. способствовала проникновению в село Борки капиталистических отношений. В 1872—1873 гг. были перестроены и расширены приделы и паперть Спасского храма. В конце XIX в. спасским купцом и почетным гражданином Александром Викуловичем Качковым в Борках был открыт винокуренный завод, устроены пруды на реке Мышца и построен усадебный дом. Развивались промыслы и отходничество, в том числе женское. К началу XX в. в Борках отходничеством занимались 11 женщин: 4 из них работали на местной пристани, 7 — на пристанях Одессы.
К 1891 г., по данным И. В. Добролюбова, в составе прихода Спасской церкви, куда входили село Борки и деревня Симакино, числилось 216 дворов, в коих проживало 576 душ мужского и 652 души женского пола, в том числе грамотных 250 мужчин и 70 женщин.
Малоземелье и полуголодное существование порождали недовольство части крестьян существующими порядками. В марте 1907 г., в годы 1-й русской революции, села Борки, Лубонос, Илебники были охвачены антицерковным движением: крестьяне требовали от священников уменьшить плату за требы, в селах происходили столкновения с полицией.
В 1929 г., в результате коллективизации крестьянских хозяйств, в селе Борки был организован колхоз «Красный труженик». За 1930—1940 гг. в колхозе были построены сельский клуб, медпункт, школа, активно развивалось животноводство и растениеводство. В то же время службы в Спасском храме были прекращены, хотя официально он закрыт не был. Решением исполкома Рязанского Совета № 29 от 26 ноября 1945 г. в Спасском храме в селе Борки службы были возобновлены.
В 1965 г. колхоз «Красный труженик» был объединен с колхозом «Прогресс» (село Свинчус) в совхоз «Борки». За годы существования совхоза в селе Борках были построены здание правления, животноводческие помещения, новый клуб и библиотека. В селе был проведен водопровод. Строились жилые дома для работников совхоза со всеми удобствами.
В 1995 г. совхоз «Борки» был реорганизован в ТОО «Борки», а в 2000 г. — в СПК «Борки». В результате упадка и разорения хозяйства оно в 2016 г. было закрыто.
В 1995 г. на территории Борковского сельского поселения началось строительство Увязовской станции подземного хранения газа (ПХГ) с жилым комплексом и социальными учреждениями в Борках. В селе Борки были построены 3 многоэтажных и 88 индивидуальных жилых домов, а также здания средней общеобразовательной школы на 240 мест, детского сада на 140 мест, Дома культуры, врачебной амбулатории и общественного центра с помещениями магазина, кафе(В последствии закрытым), почты, сберегательного банка, дома быта и гостиницы.

## Экономика
По данным на 2015/2016 г. в селе Борки Шиловского района Рязанской области расположена:
- Увязовская промплощадка Касимовского управления подземного хранения газа (УПХГ).

Реализацию товаров и услуг осуществляют несколько магазинов, предприятие общественного питания, парикмахерская.

## Социальная инфраструктура
В селе Борки Шиловского района Рязанской области имеются: отделение почтовой связи, врачебная амбулатория, Борковская общеобразовательная школа, детский сад, Дом культуры и библиотека.

## Транспорт
Основные грузо- и пассажироперевозки осуществляются автомобильным транспортом: через село Борки проходит автомобильная дорога регионального значения Р125: Ряжск — Касимов — Нижний Новгород.

## Достопримечательности
- Храм Спаса Нерукотворного образа — Спасская церковь. Построена в 1808—1811 гг. по инициативе и на средства помещицы В. Т. Мельгуновой.

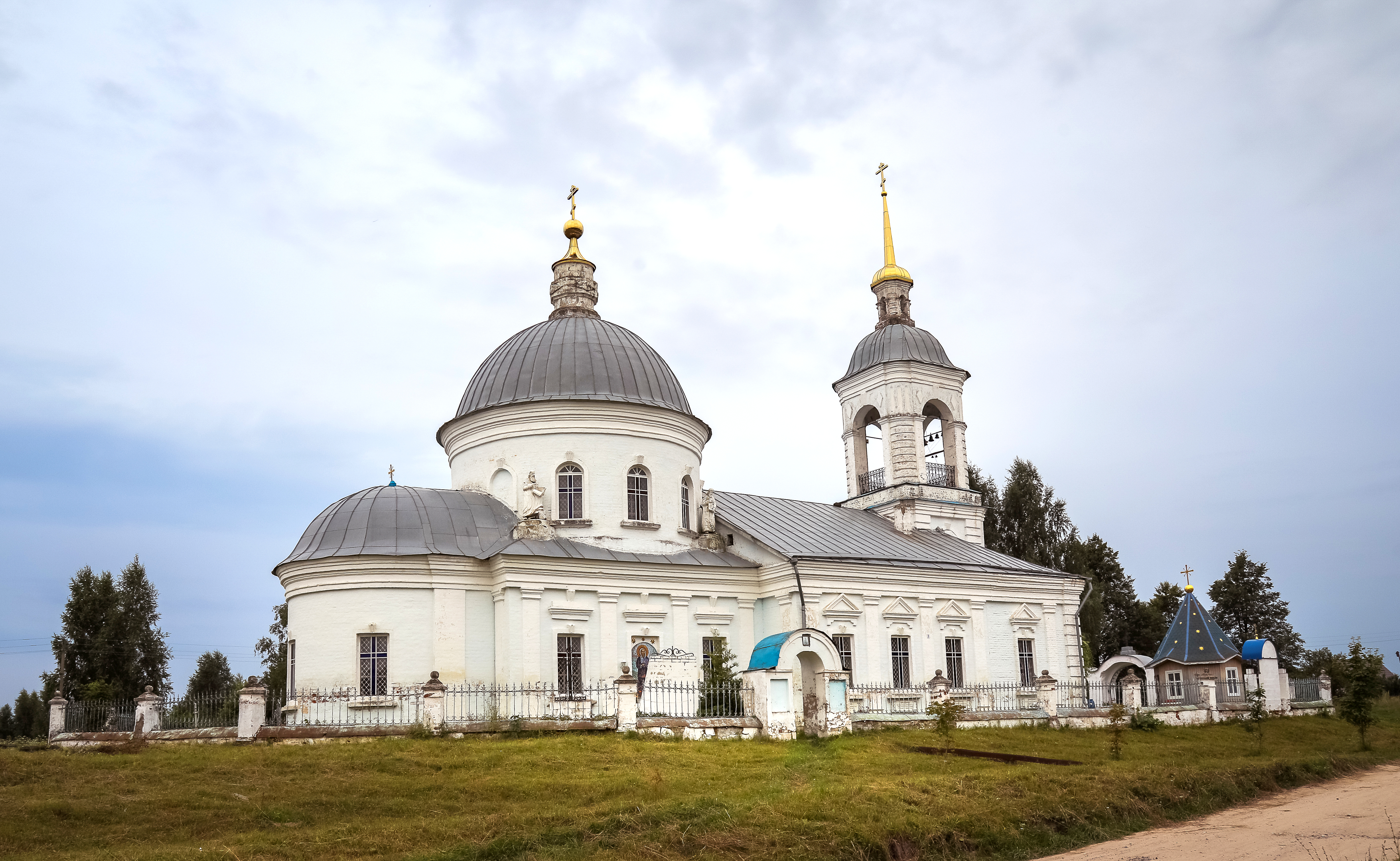
Храм Спаса Нерукотворного в Борках, 2018 год.